# روبرت فوستر (منافس ألعاب قوى)
روبرت فوستر (بالإنجليزية: Robert Foster) هو منافس ألعاب قوى جامايكي، ولد في 12 يوليو 1970.

## وصلات خارجية
- روبرت فوستر على موقع الاتحاد الدولي لألعاب القوى (الإنجليزية)
- روبرت فوستر على موقع أوليمبيديا (الإنجليزية)